# Limnichus subchalybeus
Limnichus subchalybeus is een keversoort uit de familie dwergpilkevers (Limnichidae). De wetenschappelijke naam van de soort werd in 1881 gepubliceerd door Edmund Reitter.